# Calanthe
Calanthe R.Br., 1821  è un genere di piante della famiglia delle Orchidacee, con distribuzione pantropicale.
Il nome deriva dal greco καλος (kalos) = "bello" e ανθος (anthos) = "fiore".

## Descrizione
Comprende specie sia epifite che terrestri; alcune specie sono sempreverdi, altre caducifoglie.

## Distribuzione e habitat
Con oltre 200 specie, il genere ha una distribuzione pantropicale, con una maggiore concentrazione di biodiversità in Asia (in particolare in Indonesia) e in Oceania, con alcune specie presenti anche nell'Africa subsahariana (compreso il Madagascar) e in America centrale.

## Tassonomia
Il genere Calanthe appartiene alla sottofamiglia Epidendroideae (tribù Collabieae)
Comprende le seguenti specie:
- Calanthe abbreviata
- Calanthe aceras
- Calanthe alba
- Calanthe albolutea
- Calanthe alismifolia
- Calanthe alleizettei
- Calanthe alpina
- Calanthe alta
- Calanthe angustifolia
- Calanthe aquamarina
- Calanthe arcuata
- Calanthe arfakana
- Calanthe argenteostriata
- Calanthe arisanensis
- Calanthe aristulifera
- Calanthe aruank
- Calanthe aurantiaca
- Calanthe aureiflora
- Calanthe balansae Finet, 1900

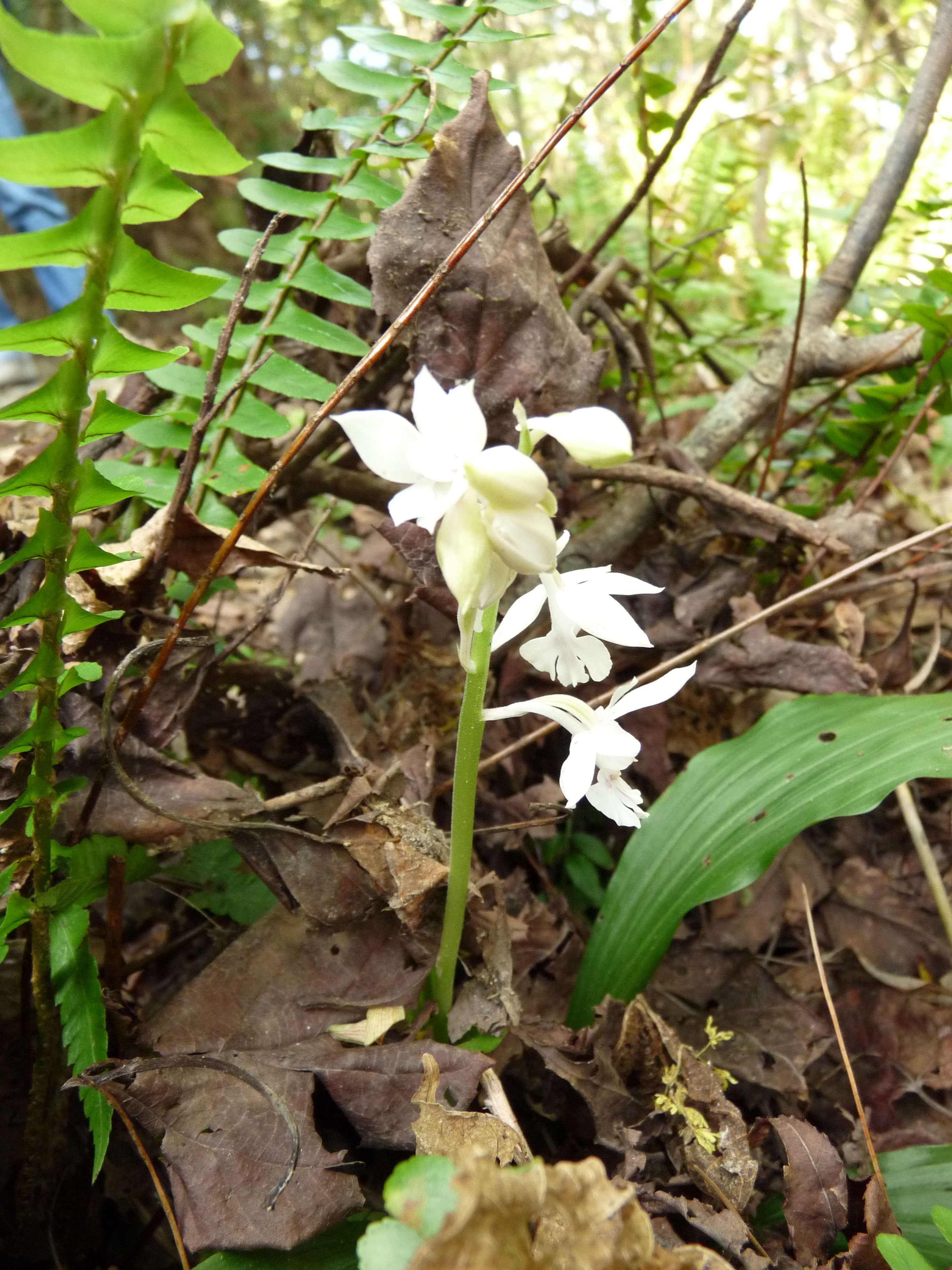
Calanthe aristulifera

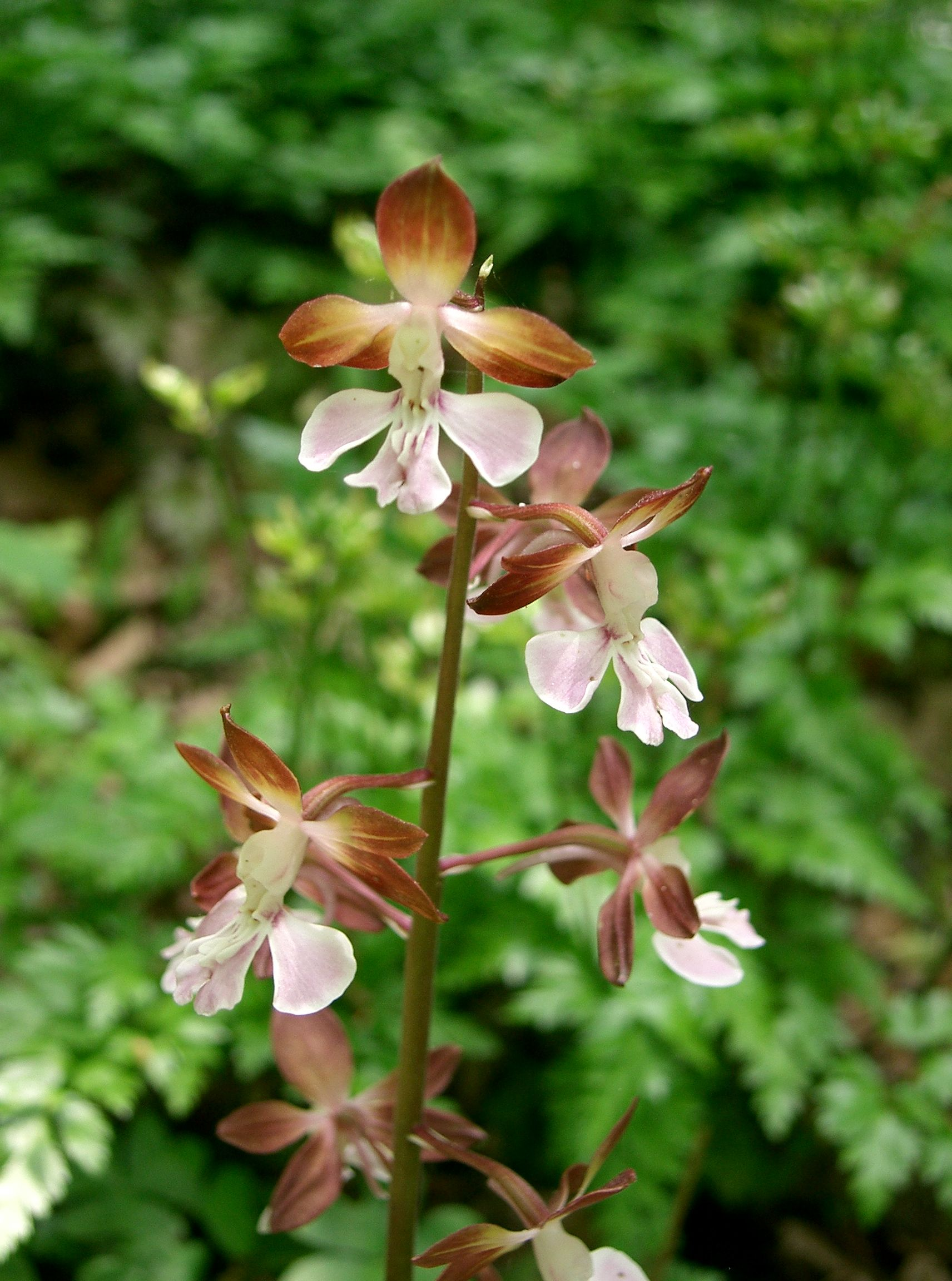
Calanthe discolor

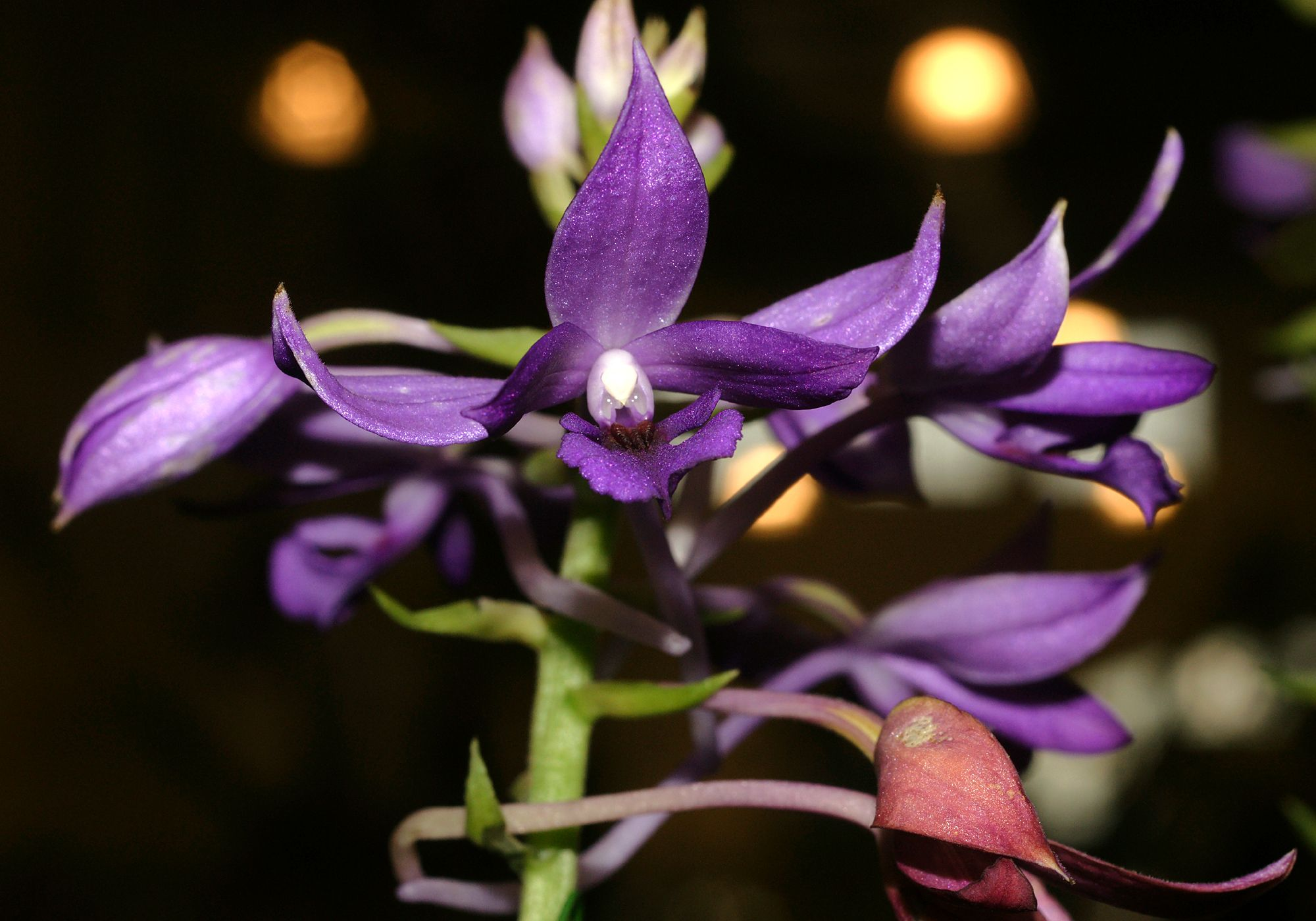
Calanthe sylvatica

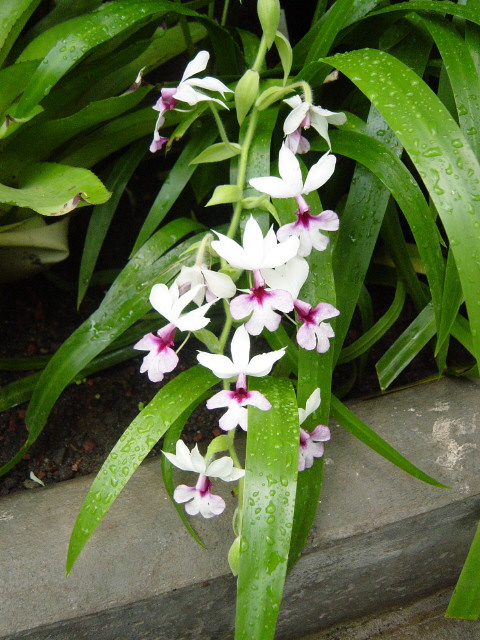
Calanthe vestita

- Calanthe baliensis J.J.Wood & J.B.Comber, 1986
- Calanthe beamanii P.J.Cribb, 2009
- Calanthe beleensis Ormerod & P.J.Cribb, 2011
- Calanthe bicalcarata
- Calanthe biloba
- Calanthe bingtaoi
- Calanthe bivalvis P.J.Cribb & Ormerod, 2011
- Calanthe brassii
- Calanthe brevicornu
- Calanthe burkei  P.J.Cribb, 2009
- Calanthe calanthoides
- Calanthe camptoceras
- Calanthe cardioglossa
- Calanthe carrii Govaerts
- Calanthe caulescens
- Calanthe caulodes
- Calanthe ceciliae  Rchb.f., 1883
- Calanthe celebica
- Calanthe chevalieri
- Calanthe chloroleuca
- Calanthe chrysoglossoides
- Calanthe clavata
- Calanthe clavicalcar
- Calanthe claytonii P.J.Cribb, 2009
- Calanthe coiloglossa
- Calanthe conspicua
- Calanthe coodei P.J.Cribb, 2009
- Calanthe cootesii
- Calanthe cremeoviridis
- Calanthe crenulata
- Calanthe crispifolia Ormerod, 2010
- Calanthe cruciata
- Calanthe crumenata
- Calanthe crystallina P.J.Cribb, 2009
- Calanthe curvatoascendens
- Calanthe davaensis
- Calanthe davidii
- Calanthe daymanensis Ormerod & P.J.Cribb, 2011
- Calanthe delavayi
- Calanthe densiflora Lindl., 1833
- Calanthe devogelii P.J.Cribb & D.A.Clayton, 2011
- Calanthe discolor Lindl., 1838
- Calanthe dulongensis
- Calanthe duyana
- Calanthe ecallosa
- Calanthe ecarinata
- Calanthe emeishanica
- Calanthe engleriana
- Calanthe epiphytica Carr, 1933
- Calanthe fargesii
- Calanthe finisterrae
- Calanthe fissa
- Calanthe flava
- Calanthe floresana P.J.Cribb, 2009
- Calanthe forbesii
- Calanthe formosana
- Calanthe fragrans
- Calanthe fugongensis
- Calanthe geelvinkensis
- Calanthe gibbsiae
- Calanthe goodenoughiana Ormerod & P.J.Cribb, 2011
- Calanthe graciliflora
- Calanthe graciliscapa
- Calanthe griffithii
- Calanthe halconensis
- Calanthe habbemensis Ormerod & P.J.Cribb, 2011
- Calanthe hancockii
- Calanthe hattorii
- Calanthe henryi
- Calanthe herbacea
- Calanthe himalaicum
- Calanthe hirsuta
- Calanthe hololeuca
- Calanthe hoshii
- Calanthe hyacinthina
- Calanthe imthurnii
- Calanthe inflata
- Calanthe insularis
- Calanthe izu-insularis
- Calanthe johorensis
- Calanthe judithiae P.J.Cribb, 2009
- Calanthe jusnerii
- Calanthe kaniensis
- Calanthe kemulensis
- Calanthe kermodei
- Calanthe keshabii
- Calanthe kinabaluensis
- Calanthe labrosa
- Calanthe lacerata
- Calanthe lambii P.J.Cribb, 2009
- Calanthe lamellosa
- Calanthe lancilabris Ormerod & P.J.Cribb, 2011
- Calanthe lechangensis
- Calanthe leonidii
- Calanthe leucosceptrum
- Calanthe leuseri P.J.Cribb, 2009
- Calanthe ligo P.J.Cribb, 2009
- Calanthe limprichtii
- Calanthe longibracteata
- Calanthe longgangensis
- Calanthe longifolia
- Calanthe lyroglossa
- Calanthe madagascariensis Rolfe ex Hook.f., 1901
- Calanthe mannii
- Calanthe maquilingensis
- Calanthe masuca
- Calanthe maxii
- Calanthe mcgregorii
- Calanthe metoensis
- Calanthe micrantha
- Calanthe microglossa
- Calanthe millikenii P.J.Cribb, 2009
- Calanthe millotae
- Calanthe mindorensis
- Calanthe moluccensis
- Calanthe monophylla
- Calanthe musa-amanii J.J.Wood, 2011
- Calanthe nankunensis
- Calanthe nguyenthinhii
- Calanthe nicolae
- Calanthe nipponica
- Calanthe nivalis
- Calanthe obreniformis
- Calanthe odora
- Calanthe okinawensis
- Calanthe oreadum
- Calanthe otuhanica
- Calanthe ovalifolia
- Calanthe ovata
- Calanthe parvilabris
- Calanthe pauciverrucosa
- Calanthe pavairiensis
- Calanthe perrottetii
- Calanthe petelotiana
- Calanthe plantaginea
- Calanthe poiformis P.J.Cribb & Ormerod, 2011
- Calanthe polyantha
- Calanthe puberula
- Calanthe pulchra (Blume) Lindl., 1833
- Calanthe pullei
- Calanthe punctata
- Calanthe reflexilabris
- Calanthe rhodochila
- Calanthe rigida
- Calanthe rosea
- Calanthe rubens Ridl., 1890
- Calanthe rubra
- Calanthe ruttenii
- Calanthe saccata
- Calanthe sacculata
- Calanthe salaccensis
- Calanthe sandsii P.J.Cribb, 2009
- Calanthe scaposa
- Calanthe secunda P.J.Cribb, 2009
- Calanthe seranica
- Calanthe siargaoensis
- Calanthe simplex
- Calanthe sinica
- Calanthe solomonensis P.J.Cribb & D.A.Clayton, 2011
- Calanthe spathoglottoides
- Calanthe speciosa
- Calanthe stella P.J.Cribb, 2009
- Calanthe striata R.Br. ex Lindl., 1833
- Calanthe succedanea
- Calanthe sylvatica (Thouars) Lindl., 1833
- Calanthe taenioides
- Calanthe tahitensis
- Calanthe taibaishanensis
- Calanthe takeuchii Ormerod & P.J.Cribb, 2011
- Calanthe tenuis
- Calanthe torricellensis
- Calanthe transiens
- Calanthe tricarinata
- Calanthe trifida
- Calanthe triplicata (Willemet) Ames, 1907
- Calanthe trulliformis
- Calanthe truncata
- Calanthe truncicola
- Calanthe tsoongiana
- Calanthe uncata
- Calanthe undulata
- Calanthe unifolia
- Calanthe velutina
- Calanthe ventilabrum
- Calanthe versteegii
- Calanthe vestita Wall. ex Lindl., 1833
- Calanthe villosa
- Calanthe wenshanensis
- Calanthe whistleri
- Calanthe whiteana
- Calanthe womersleyi P.J.Cribb & Ormerod, 2011
- Calanthe woodii P.J.Cribb, 2009
- Calanthe wuxiensis
- Calanthe yaoshanensis Z.X.Ren & H.Wang, 2011
- Calanthe yueana
- Calanthe yuksomnensis Lucksom, 1998
- Calanthe zollingeri Rchb.f., 1857

### Ibridi
Sono noti i seguenti ibridi interspecifici:
- Calanthe × albolilacina
- Calanthe × dominyi
- Calanthe × hsinchuensis
- Calanthe × porphyrea
- Calanthe × sibuyanense
- Calanthe × subhamata
- Calanthe × varians